# The Whizbang
The Whizbang è un cortometraggio muto del 1921 diretto da Fred C. Fishback (Fred Hibbard).

## Produzione
Il film fu prodotto dalla Century Film.

## Distribuzione
Distribuito dall'Universal Film Manufacturing Company, il film - un cortometraggio in due bobine - uscì nelle sale cinematografiche statunitensi il 27 luglio 1921.